# Diversified Energy
Diversified Energy Company plc (tidligere Diversified Gas & Oil plc) er et amerikansk olie- og gasselskab, hvis produktion er baseret på det appalacheske bassin i USA. I 2022 omsatte de for 1,919 mia. USD.
De ejer over 69.000 olie- og gasbrønde i USA.
Selskabet blev etableret af Robert ('Rusty') Hutson, da han købte en gasbrønd i West Virginia i 2001.